# Desectophis
Desectophis är ett släkte av spindeldjur. Desectophis ingår i familjen Ologamasidae.
Kladogram enligt Catalogue of Life:
| Desectophis | \| \| Desectophis magnosimilis \| \| \| \| \| \| Desectophis pulcher \| \| \| \| |
|             | \| \| Desectophis magnosimilis \| \| \| \| \| \| Desectophis pulcher \| \| \| \| |
|             | Desectophis magnosimilis                                                         |
|             |                                                                                  |
|             | Desectophis pulcher                                                              |
|             |                                                                                  |